# Baissea axillaris
Baissea axillaris là một loài thực vật có hoa trong họ La bố ma. Loài này được (Benth.) Hua mô tả khoa học đầu tiên năm 1902.